# Sérénade au bourreau
Pour plus de détails, voir Fiche technique et Distribution.
Sérénade au bourreau est un film français réalisé par Jean Stelli et sorti en 1951.

## Synopsis
Schomberg, un psychiatre énigmatique dirige une maison de santé. Il est contraint de fermer sa clinique et de disparaitre pour échapper à la police. Le commissaire  Ulysse déguisé en moine lui révèle qu'un criminel de guerre caché dans sa clinique a été arrêté, et lui demande de fermer son établissement. Mais Schomberg veut se venger de l'amant de sa femme, Didier Laurent, un ancien pilote de guerre de la RAF, et lui fait croire qu'il lui reste un an à vivre. Schomberg veut présenter à Paula,une jeune trapeziste, un ancien patient qui est pensionnaire dans un hôtel. Paula s'y rend seule et y rencontre Didier à la plage devant l'hôtel. Didier tombe amoureux de Paula.
Le bonheur des deux jeunes gens est perturbé par l'assassinat d'Irène, étranglée par Schomberg qui fait porter le soupçons sur Didier. Heureusement pour eux le commissaire Ulysse connait la vérité et oblige Schomberg à se suicider.

## Fiche technique
- Réalisation : Jean Stelli
- Scénario : Pierre Laroche (dialogues), Albert Valentin d'après une nouvelle de Maurice Dekobra
- Producteur : Claude Dolbert
- Musique : Marcel Landowski
- Photographie : Marc Fossard
- Montage : André Gug
- Société de production : Codo Cinéma
- Format : Noir et blanc — 35 mm — 1,37:1 — Son mono
- Genre : Crime
- Durée : 93 minutes
- Date de sortie : 
  - France : 31 mai 1951
- Affiche : Jacques Bonneaud (France)

## Distribution
- Paul Meurisse : William A. Schomberg
- Tilda Thamar : Irène Schomberg
- Gérard Landry : Didier Laurent
- Véra Norman : Paula Cherry
- Julien Bertheau : Lorenzi
- Antonin Berval : Commissaire Léon Fourasse
- Solange Varenne : Mélie
- Jean Pignol : Gilbert
- Lucien Hector
- Henri Cote

## Lieux de tournage
- Antibes
  - Vue générale de la ville.
  - Hôtel du Cap-Eden-Roc
- La clinique se situe à la Villa la Vigie[1]  à  Saint-Jean-Cap-Ferrat.
- Le commissaire Ulysse peint la presqu'ile de Saint-Jean-Cap-Ferrat vue au loin depuis la baie des fourmis à Beaulieu-sur-Mer , puis observe, dissimulé par un taillis, la clinique qui a bien déménagé (sans doute un montage cinématographique,la clinique n'est pas à proximité)[réf. souhaitée].
- Plage de la baie d'Èze[2]
- Promenade des Anglais à Nice lors de la bataille des fleurs.
- Paris[3]
  - Place de la Concorde
  - Place des Victoires
- Sous le chapiteau du Cirque Fanni (Logo CF lettres imbriquées)[4]
- Franstudio
  - les studios de Joinville (à Joinville-le-Pont),
  - les studios de Saint-Maurice (à tournée Saint-Maurice),